# Amsterdam (1648)
De Amsterdam was een jacht van de Admiraliteit van Amsterdam met een bewapening 4 stukken. Het schip heeft van 1648 tot 1653 dienstgedaan bij de Admiraliteit van Amsterdam. De Amsterdam bevond zich van 1647 tot 1648 in de vloot van viceadmiraal Witte de With in Braziliaanse wateren te Pernambuco.